# Obra de Victor Horta en Bruselas
Las cuatro casas – la Casa Tassel, la Casa Solvay, la Casa van Eetvelde y la Casa-taller de Horta – están situadas en Bruselas y fueron realizadas por el arquitecto Victor Horta, uno de los iniciadores del Modernismo a finales del siglo XIX. Estas obras significaron una revolución estilística caracterizada por el plano abierto, la difusión de la luz y la brillante integración de las líneas curvas en la decoración y en la estructura del edificio.
Las casas de Victor Horta en Bruselas representan la expresión más señalada de la influencia del Modernismo en el arte y en la arquitectura. La aparición del Nuevo arte a finales del siglo XIX marcó una etapa decisiva en la evolución de la arquitectura y anunció los cambios futuros. Las viviendas de Victor Horta en Bruselas son el testimonio excepcional de este nuevo enfoque.
Las cuatro casas de Victor Horta fueron inscritas en el Patrimonio de la Humanidad de la Unesco el año 2000.
| n.º ref. | Bien                 | Localización en Bruselas        | Propiedad | Zona de protección |
| 1005-001 | Casa Tassel          | Calle Paul Emile Janson 6, 1000 | 0 ha      | 2 ha               |
| 1005-002 | Casa Solvay          | Avenida Louise 224, 1050        | 0 ha      | 5 ha               |
| 1005-003 | Casa van Eetvelde    | Avenida Palmerston 4, 1000      | 0 ha      | 0 ha               |
| 1005-004 | Casa-taller de Horta | Calle Americana 23-25, 1060     | 0 ha      | 3 ha               |

## Casa Tassel
La casa Tassel fue construida desde 1892 a 1893 por Horta en Bruselas, Bélgica.
Es una de las primeras construcciones del arquitecto (su segunda obra residencial, para ser precisos) y la primera síntesis mundial del Modernismo en arquitectura. Fue una obra faro ya que rompió la disposición clásica de las habitaciones en las residencias de Bruselas. En ellas, la puerta de entrada se encontraba siempre al lado de la fachada y se prolongaba hacia el interior por un largo pasillo lateral permitiendo entonces acceder a las tres partes que siguen una a continuación de la otra: el salón en el lado de la calle, el comedor en medio y el patio cubierto al lado del jardín.
Horta puso la puerta de entrada en medio de la fachada, colocó el pasillo en la zona central de la casa y sacrificó el centro de la casa para instalar un pozo de luz.

## Casa Solvay
Armand Solvay, el sobrino de Ernest Solvay confió la construcción de la casa a Victor Horta. El edificio es una de las más notables creaciones de Horta. 
La fachada es simétrica hasta el momento en que alcanza el nivel situado en torno a la puerta-ventana de la planta principal. Esta puerta da acceso a un balcón y está flanqueada por dos miradores. En la fachada se pueden encontrar los materiales favoritos de Horta: el vidrio, el hierro y la piedra natural.
Dentro, una primera escalera, provista de una barandilla en metal dorado, conduce desde la planta baja a la planta principal donde se encuentran los espacios de recepción (salones en la fachada delantera y comedor en la trasera). Estos espacios están separados unos de otros por mamparas esmaltadas que pueden abrirse para crear un enorme espacio continuo en casi toda la superficie de la casa. Esta escalera está culminada por una impresionante vidriera cuya curvatura garantiza también una distribución óptima del aire caliente proporcionado por las bocas de calefacción situadas al pie de la escalera. Bajo esta vidriera, una segunda escalera, permite alcanzar los pisos superiores, donde se encuentran las habitaciones y salas de baño.

## Casa van Eetvelde
Es un espléndido palacete de estilo modernista en los números 2-4 de la avenida Palmersto, concebido por Horta en dos etapas, en la esquina de la plaza María Luisa y la avenida Palmerston.
Edmond Van Eetvelde, Secretario General para el Estado independiente del Congo, recurrió a Horta para materializar su éxito social en piedra, y para permitirle organizar recepciones en una residencia conveniente, y de estilo innovador. La fachada de los n° 4 y 6 y su estructura metálica se remontan a 1895. El arquitecto se revela especialmente innovador en los espacios interiores organizados en torno a una vidriera que baña de una suave claridad las zonas de recepción de un refinamiento extremo. En origen, el suelo del vestíbulo situado bajo esta vidriera llevaba incluso losas esmaltadas que mejoraban la iluminación de los rincones. Dentro del edificio, Horta creó espacios flexibles por medio de divisiones correderas. 
Realizada tres años más tarde, la ampliación de la esquina (n.º 2) se reconocen fácilmente por su fachada en piedra cuidadosamente cortada. Estaba destinada a añadir un despacho y una sala de billar a la residencia principal, con la que estas partes se comunicaban. Para el resto, incluía también apartamentos. Su estilo se adorna más y recuerda la propia casa de Horta que acababa de terminar en la calle Americana a Saint-Gilles.

## Museo Horta
En la casa de Victor Horta (n.º 25 de la rue américaine) se encuentra hoy día el museo Horta.
Los dos edificios que componen esta casa se construyeron entre 1898 y 1901. Aunque fueron concebidos juntos y se comunican interiormente, tienen cada uno su propia individualidad, distinguiendo la casa privada de la casa del taller.
La vivienda privada incluye dos escaleras: la escalera principal destinada a los propietarios e invitados, y una escalera de servicio. Pero lo más notable es la estructura interna de la vivienda privada: no se divide realmente en plantas, ya que la subida se hace progresivamente. Y ello, combinado con la casi ausencia de paredes de separación, abre perspectivas variadas, además de las horizontales, que contribuyen a dar la impresión de una casa mucho más amplia que lo que realmente es.